# Битка код Норт Форленда
Ова битке се још назива и битком код Норт форленда, Друга битка код Нијупорта, битка код Габарда или битка код Габард Бенка.
На овом морском подручју измеђе обала источне Енглеске и Фландрије 12. и 13. јуна 1653. г. вођена је поморска битка између енглеске и холандске флоте у Првом англо-холандском рату.

## Ситуација пред битку
Након неодлучне битке код Портленда крајем фебруара и на самом почетку марта 1653. холандски адмирал Мартен Тромп, на повртаку из Категата, сазнао да да се у Даунсу наводно налази енглеска флота па је 4. јуна кренуо ка тамо да је нападне. Међутим, пронашао ју је тек 11. јуна, када се појавио пред енглеском обалом код спољног плићака Гебард (енгл. Gabbart) - на око 6 km североисточно од Норт Форленда; енглеска флота, под командом генерала на мору Џорџа Монка, била је усидрена код Јармута (енгл. Yarmouth). Холандска флота коју је сачињавало 104 брода - од чега шест брандера - имала је мење и слабије наоружане бродове и још недовољно разрађену тактику борбе у колони. Енглеска флота, која је била бројчано јача - 115 бродова од чега пет брандера, 35 помоћних, била је боље наоружана - са укупно 3840 топова, са увежбаном тактиком борбе у колони.
У енглеској флоти било је најмање 50 бродова који су били јачи и боље опремљени него и сам заставни брод адмирал Мартена Тромпа, а у холандској флоти је више од 30 бродова једва било способно и за пловидбу, и већ после кратког времена исцрпели су своје залихе баруте.

## Битка
У зору 12. јуна обе флоте су напустиле сидришта маневришући за што повољнијим почетним положајем - у приветрини. Због слабог ветра борба је отпочела на већој даљини, а око поднева дошло је до борбе изблиза претходница, а око 13:00 часова главних снага флоте. Да би помогао угроженој претходници, адмирал Тромп је у центру распореда прекинуо борбу и похитао јој у помоћ, али је због слабог ветра стигао тек око 14:00 часова. Тешка борба у мешавини се претворила у неред а у општој гужви се сваки брод борио како је најбоље могао. Уз примену абордажа била је трајала до око 17:00 часова, када су се Холанђани због оштећења и нестанка муниције повукли, а Енглези их безуспешно гонили неколико сати. Преко ноћи су се обе флоте усидриле код Денкерка (фр. Dunkerque, хол. Duinkerke(n)) да би поправиле оштећења, а сутрадан 13. јуна је борба била настављена.
Када се бици око 12:00 часова прикључио Роберт Блејк са 15 бродова, надмоћ Енглеза је била толико изразита да се Тромп на свом заставном броду нашао опкољен многобројним енглеским бродовима, а од сигурног заробљавања спасио је савршен смисао за зактику и процену ситуација адмирала Михила де Ројтера. Холанђани су почели да се повлаче ка плићим водама обала Фландрије где велики енглески бродови због свог већег газа нису могли да их следе. Око 16:00 часова Холанђани се дефинитивно повлаче у општој помењи и уз бројне сударе. Изгубили су 20 бродова - од којих је 11 било заплењено и око 1400 људи, а Енглези су имали само 120 мртвих и 240 рањених.

## Последице битке
Стечену превласт Енглези су користили за контролу поморског саобраћаја, потпуну блокаду холандских лука и спречавање сједињења делова холандске флоте. То је сперчило пловидбу холандских трговачких бродова и веома тешко погодилу холандску привреду.